# Vorderkaiserfeldenhütte
Die Vorderkaiserfeldenhütte ist eine Alpenvereinshütte der Sektion Oberland des Deutschen Alpenvereins. Sie liegt auf 1388 m ü. A. Höhe im Kaisergebirge in Tirol. Sie wurde 1901 eröffnet und hatte, damals sehr selten, bereits Zentralheizung. Im September 2023 gab die Sektion Oberland bekannt, dass aufgrund baulicher Mängel ein Ersatzbau für die Vorderkaiserfeldenhütte in Planung ist. Seit Januar 2025 ist die Hütte wegen des Neubaus geschlossen (bis voraussichtlich Ende 2026).

## Lage
Die Vorderkaiserfeldenhütte liegt an den Südwestabhängen des Zahmen Kaisers unterhalb der Naunspitze hoch über dem Kaisertal mit Aussicht über das Inntal mit Kufstein, auf das Mangfallgebirge und auf den Wilden Kaiser.
In unmittelbarer Nähe befindet sich der Alpenpflanzengarten Vorderkaiserfelden.

## Anreise
- mit der Bahn ab München in 1h 15min zum Bahnhof Kufstein
- mit dem Bus ab Bahnhof Kufstein mit der Linie 4030 bis Sparchen oder bis Ebbs/Reit, Café Zacherl
- mit dem PKW bis zum gebührenpflichtigen Parkplatz am Eingang des Kaisertals im Kufsteiner Stadtteil Sparchen

## Zustiege
- von Kufstein-Sparchen über Sparchenstiege, Veitenhof und Ritzaualm in 2,5 Stunden.
- von Ebbs/Reit über den „Musikantenweg“ (Nr. 811) in 3 Stunden.
- vom Gasthof „Zur Schanze“ über die Ritzaualm in 2,5 Stunden.

## Übergänge
- Stripsenjochhaus (1.577 m) über Höhenweg, Hochalm und Feldalmsattel, Gehzeit: 4 Stunden
- Anton-Karg-Haus bzw. Hans-Berger-Haus über Hechleitenalm, leicht, Gehzeit: 2 Stunden

## Gipfelbesteigungen
- Naunspitze (1633 m), mittel, Gehzeit: 45 Minuten
- Petersköpfl (1745 m), mittel, Gehzeit: 1 Stunde
- Pyramidenspitze (1998 m), über Zahmer-Kaiser-Plateau, mittel, Gehzeit: 2,5 Stunden
- Pyramidenspitze (1998 m), über Hinterkaiserfeldenalm, mittel, Gehzeit: 2,5 Stunden
- Vordere Kesselschneid (2002 m), über Höhenweg, Ochsweidkar, mittel, Gehzeit: 3 Stunden
- Überschreitung des Zahmen Kaisers über die Pyramidenspitze mit Abstieg durch das Winkelkar nach Durchholzen
- Diverse Kletterrouten an der Naunspitze, am Petersköpfl, an der Steingrubenwand und am Klettergarten Heimköpfl

## Eindrücke

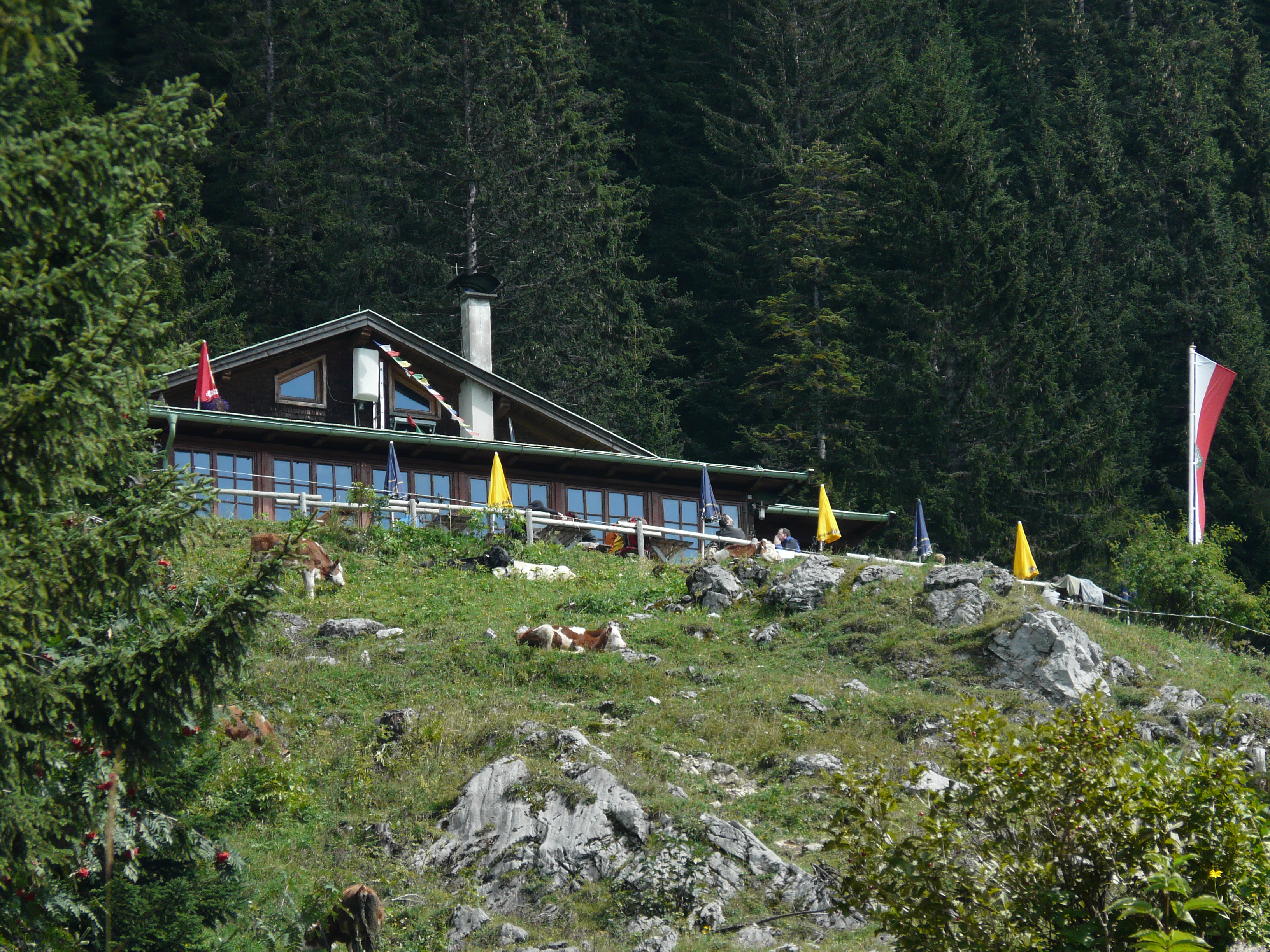
Blick zur Hütte
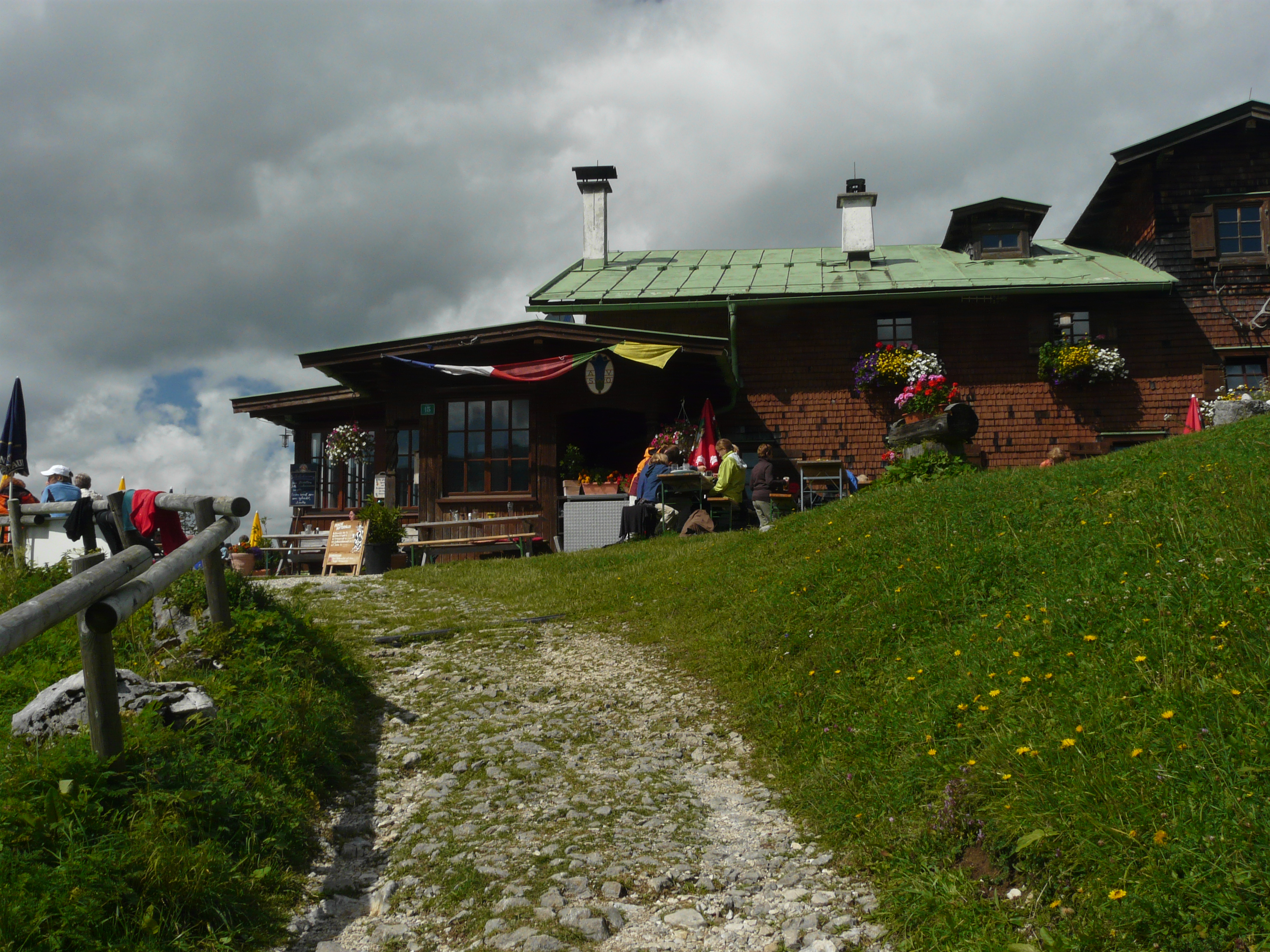
Weg zur Hütte
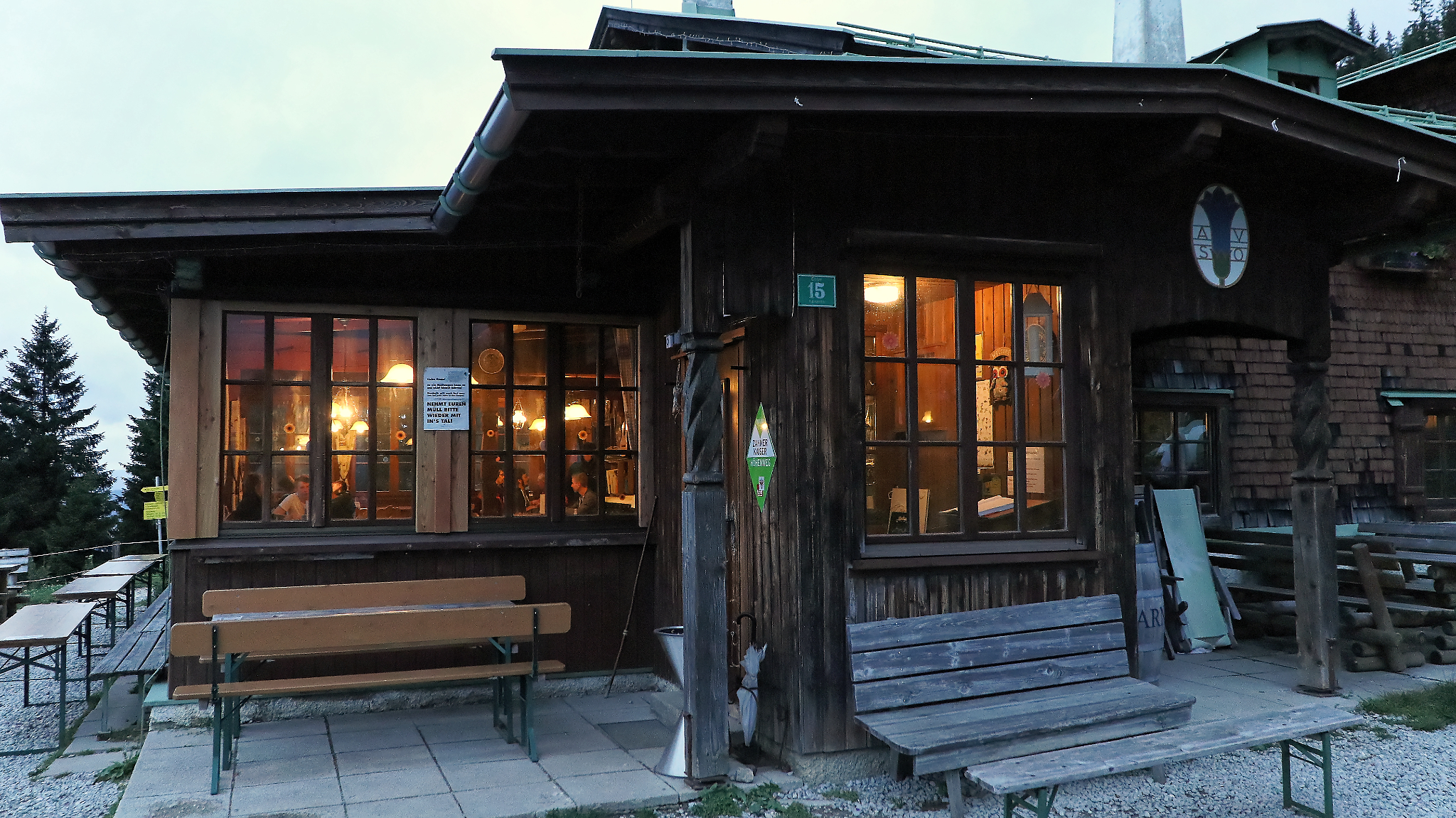
Eingangsbereich
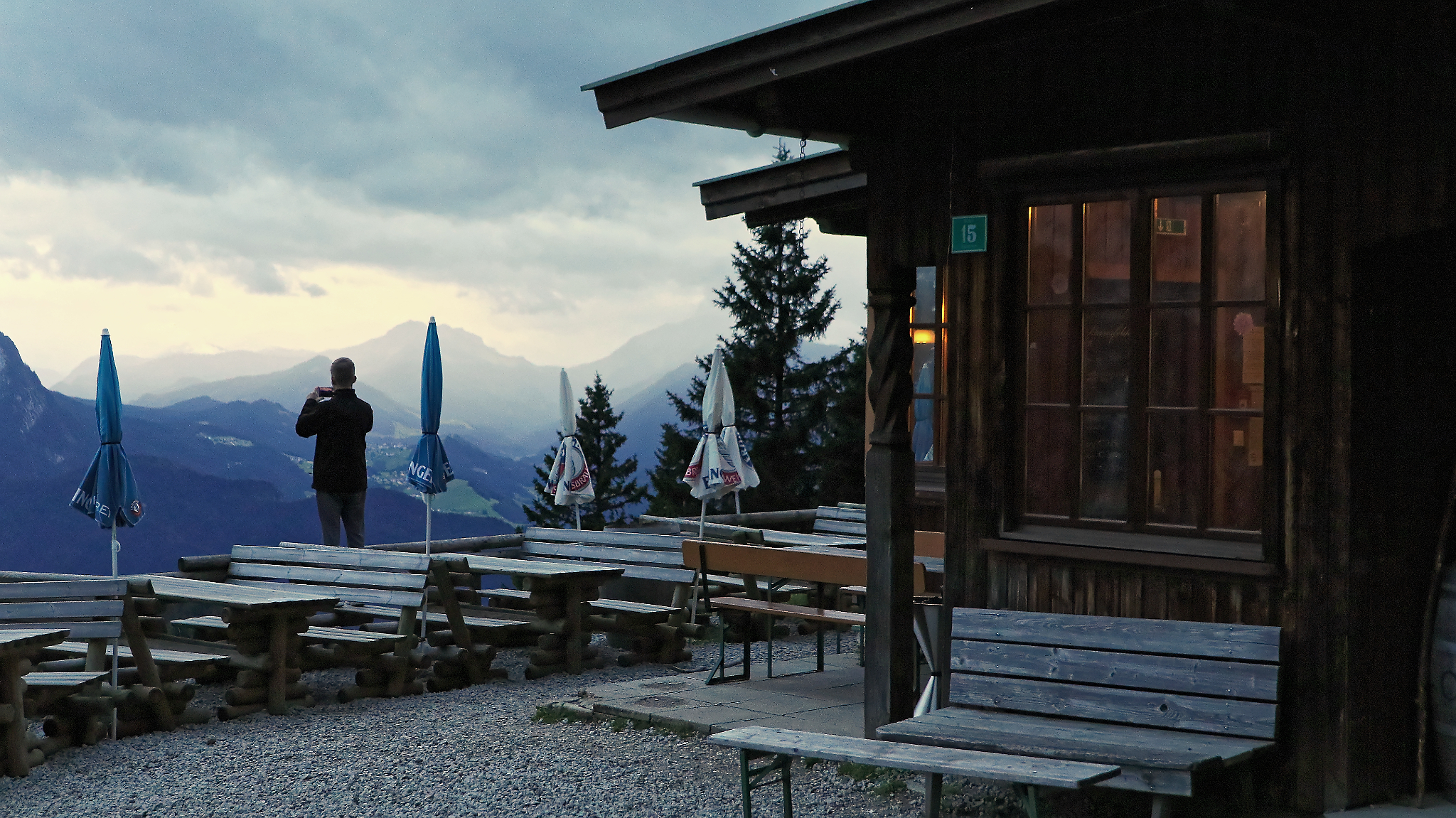
Terrasse mit Ausblick
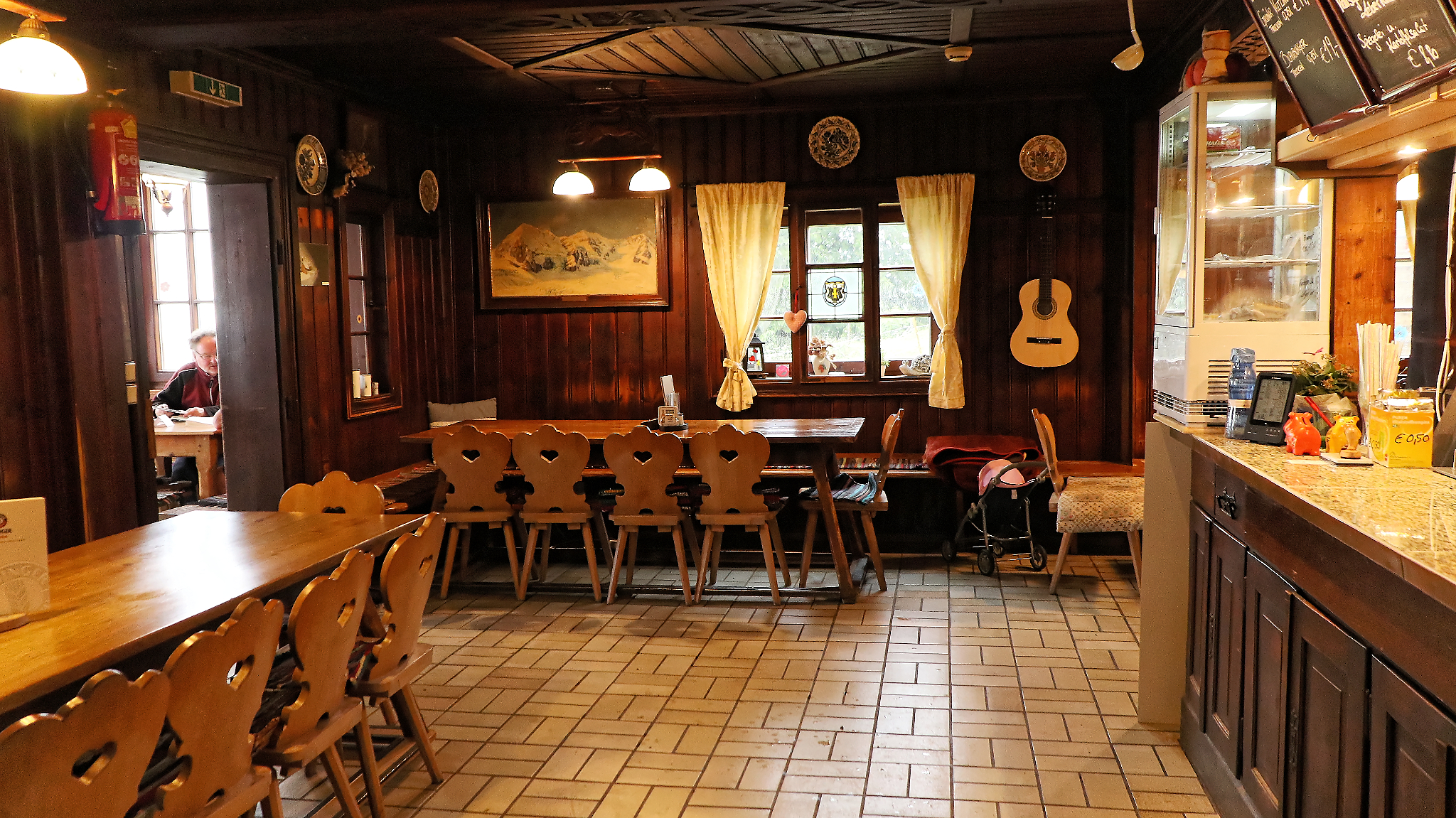
Gastraum mit Schänke